# Stadsmuseum Oostende
Het Stadsmuseum Oostende (vroeger: 'Oostends Historisch Museum De Plate') is een heemkundig en geschiedkundig museum te Oostende.
De Koninklijke Heem- en Geschiedkundige Kring 'De Plate' die er gehuisvest is doet er heemkundig onderzoek, beheert de collectie van het museum en verspreidt maandelijks het magazine 'De Plate' onder zijn leden, met heemkundige en geschiedkundige bijdragen over Oostende en zijn inwoners.

## Geschiedenis

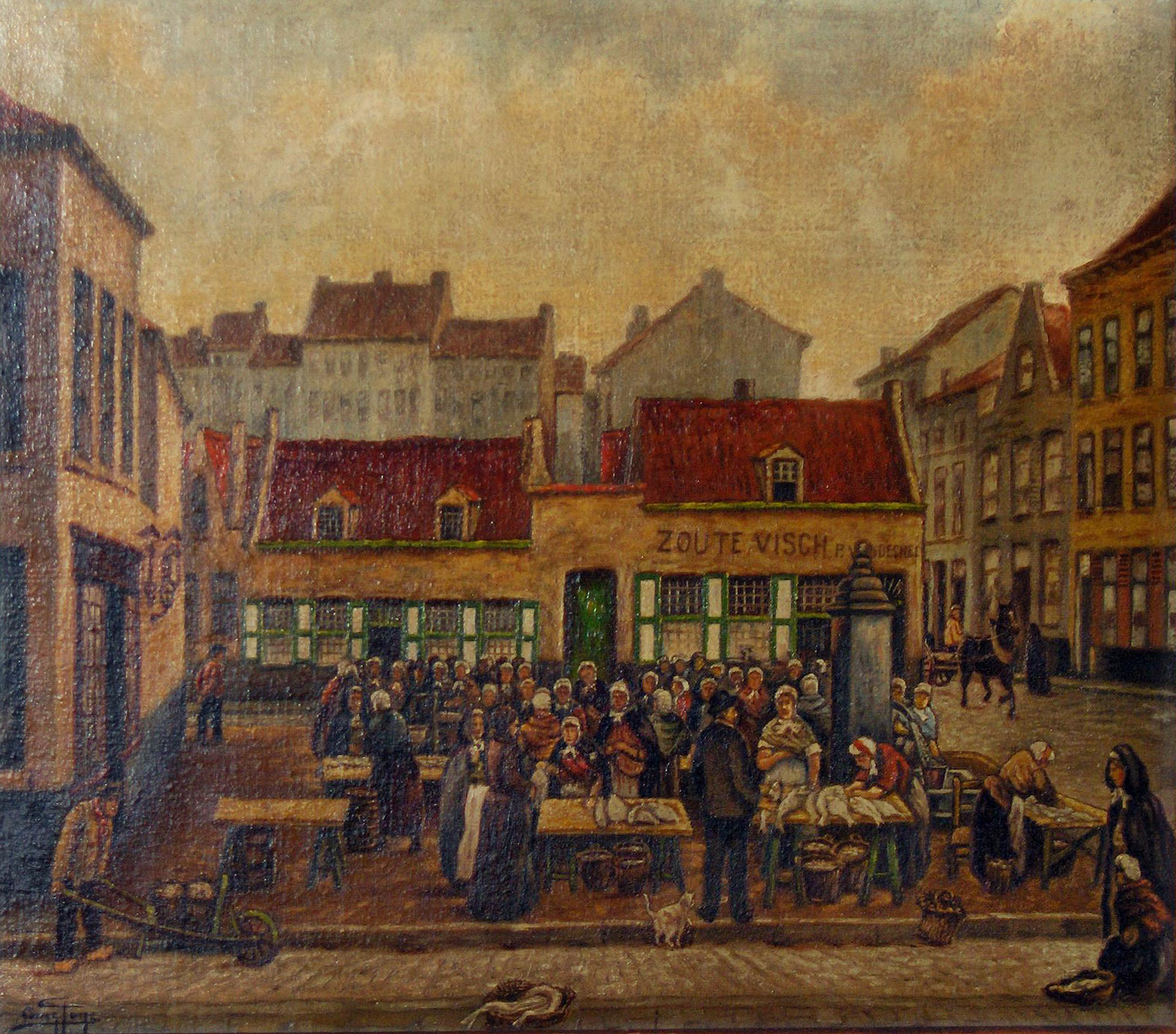
Dit is de vismijn van Oostende aan het Cadzand-Bonenplein voor de bouw van het metalen afdak. We zien de Bonenstraat en rechts de St. Franciscusstraat. (19de eeuw); De huizen links zijn gesloopt na de Tweede Wereldoorlog. Het Kruis en het Mariabeeld bevinden zich nu in het Oostends Historisch Museum De Plate. (schilderij door een anonieme amateurschilder - privé bezit)

De gemeenteraad van Oostende besloot oktober 1893 een museum voor schone kunsten op te zetten. Het idee kwam van schepen Auguste Liebaert, stadssecretaris Alphonse Van Iseghem en kunstschilder-restaurateur Henri Permeke. Zij stonden ook aan de wieg van het eerste Heemmuseum, een afzonderlijke ruimte waarin historische voorwerpen en iconografische documenten worden samengebracht. Van 1899 tot 1906 werd daarvoor de gelijkvloerse verdieping van het 18e-eeuwse pand genaamd “La Plume” in de Kerkstraat gebruikt. In 1906 moest het ontruimd worden met het oog op de bouw van de Albertschool, die niet alleen aan de Ooststraat, maar ook aan de Kerkstraat een gevel had.
Het college van burgemeester en schepenen besliste in mei 1906 voor een verhuizing naar een nieuw te bouwen gebouw in het Maria-Hendrika park. Het gebouw was niet meer dan een veredelde loods. In januari 1907 werden de verzamelingen verhuisd en met Pasen 1907 opende het nieuwe “Musée Ancien” of “Museé Historique”. Het museum kreeg de naam van Auguste Liebaert, de toenmalige schepen van cultuur. Onder de geëxposeerde objecten bevonden zich brandweermateriaal, oude vaandels, religieuze voorwerpen, overblijfselen uit het beeldhouwatelier die deze loods ooit was en promotiemateriaal gerecupereerd uit tentoonstellingspaviljoenen op wereldtentoonstellingen, archeologische vondsten gedaan tijdens de graafwerken voor de bouw van de Sint-Petrus-en-Pauluskerk. Dit alles werd zonder samenhang geëxposeerd. De tuin was een rustplaats van oude kanonnen en sculptuur- en architectuurfragmenten afkomstig uit het Hotel de la Plage en geschonken door hotelier Auguste De Clerck. Het Heemmuseum bleef op deze locatie geopend tot 1914.
Vanaf 1912 was Carlos Loontiens conservator van zowel het Museum voor Schone Kunsten, dat nog steeds volledig geïntegreerd was in de lokalen van het stadhuis op het Wapenplein, als van het Heemmuseum Liebaert. Zijn grootste verdienste als conservator zou de verhuizing en herinrichting van het heemkundig museum naar en in het Fort Napoleon worden. Dit impliceerde het uitgraven van het immense, deels onder zand bedolven gebouw, de restauratie van het fort en de nodige infrastructuurwerken, een welkom werkscheppend project tijdens de crisisjaren met hun hoge werkloosheid. Op Pinksterdag 1932 werd het Fort Napoleon als museum opengesteld. Ook op deze nieuwe locatie exposeerde het museum plannen, kaarten en voorwerpen zonder ze in een breed historisch verband te betrekken. Vanwege de locatie was er speciale aandacht voor de figuur Napoleon. De kunstschilder René Hansoul maakte veel van de illustraties die in het museum te zien waren.

### Na uitbreken Tweede Wereldoorlog

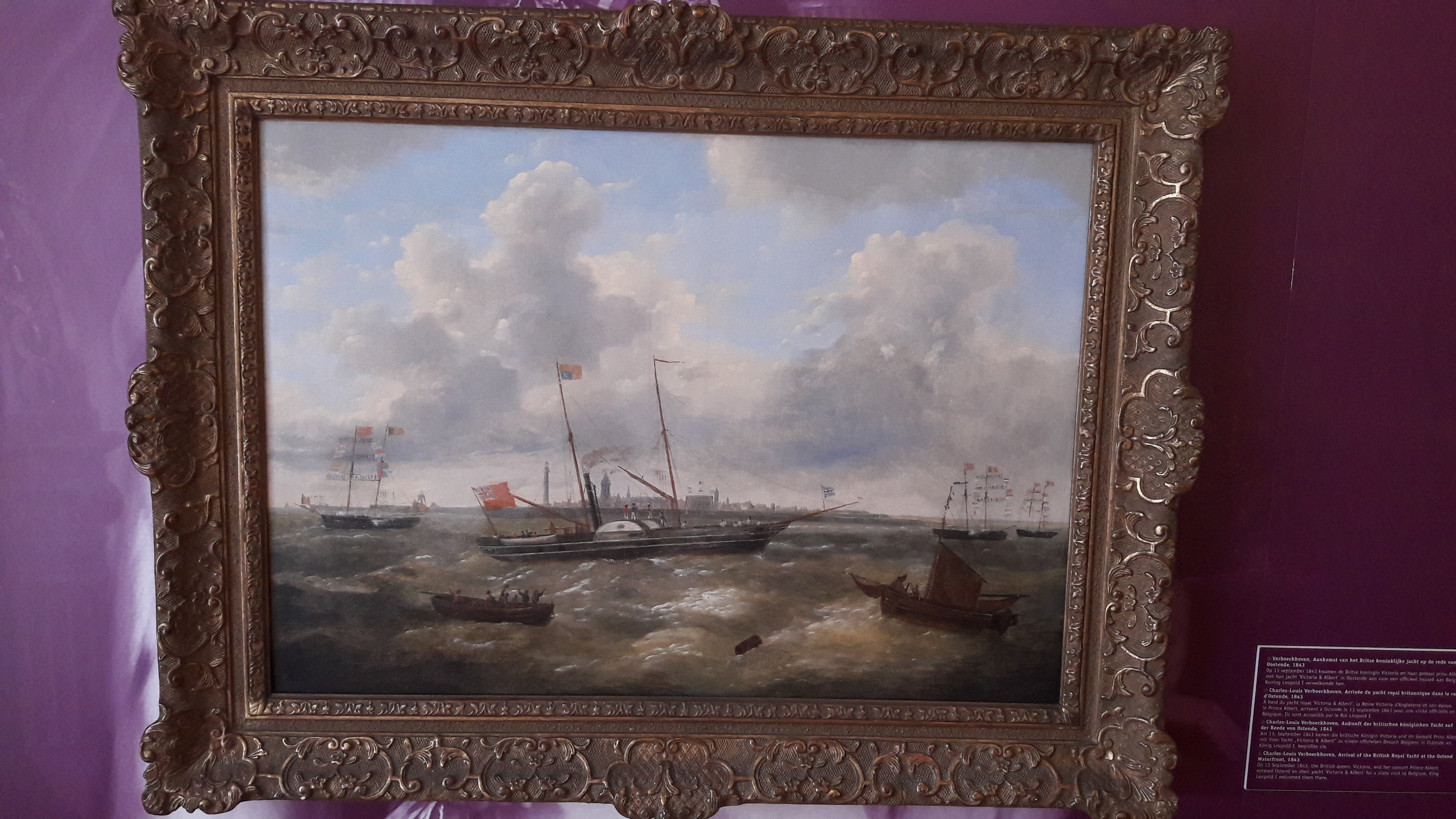
Aankomst van het Britse koninklijke jacht op de rede van Oostende, een schilderij van Eugène Verboeckhoven uit 1843.

Na het uitbreken van de Tweede Wereldoorlog in 1939 werd het gebouw een observatiepost van het Belgisch Leger. In juni 1940 werden de verzamelingen van het Fort Napoleon overgebracht naar de kelders van het nieuwe gerechtshof. Dankzij Frank Edebau, conservator vanaf 1946, werd na de oorlog een stedelijk historisch museum in de Koninklijke Gaanderijen op de Zeedijk gevestigd. Materiaal uit het oude museum in Fort Napoleon werd aangevuld met enkele aanwinsten. Het nieuwe museum opende de deuren op 1 juni 1948. Met bescheiden middelen werd vooral zo veel mogelijk geëxposeerd zonder voor de presentatie gebruik te maken van museale inzichten.
Dit museum sloot reeds op 31 oktober 1950 definitief de deuren omdat de Koninklijke Gaanderijen aan dringende herstellingswerken toe waren. De verzameling werd opgeslagen op verschillende opeenvolgende locaties. In juli 1954 werden twee lokalen in de Schouwburg aan de Van Iseghemlaan door Frank Edebau als Heemmuseum ingericht. Er waren twee collecties te zien: De verzameling Chocqueel (archeologische vondsten te Raversijde) en de verzameling Van Outryve-Schaessens (schaaldieren van de Belgische kust). Ook de stadsbibliotheek en het Museum voor Schone Kunsten vonden er een voorlopige behuizing.
In april 1963 verhuisden het Museum voor Schone Kunsten en de stadsbibliotheek naar het Feest- en Cultuurpaleis, zodat meer ruimte vrijkwam voor de heemkunde. Vanaf november 1954 zou de heemkundige kring “De Plate” het voor het exposeren, onderhouden en openstellen zorgen. Edebau was een van de stichters van deze kring, die autoritair geleid werd door “Majoor” Ernest De Taeye, een cultuurminnend militair in ruste. Edebau verlegde zijn werk naar het Museum voor Schone Kunsten.
In juni 1965 werd het Heemmuseum ontruimd vanwege de afbraak van de schouwburg. Het Stadsbestuur stelde ruimte in het nieuwe stadhuis ter beschikking. De opening van dit nieuwe Heemmuseum was op 27 mei 1966. In juni 1969 verhuisde het museum naar het Feest- en Cultuurpaleis op het Wapenplein. Hier bleef het museum gevestigd tot begin 2000, toen het gebouw werd omgebouwd tot winkelcentrum. Tegenwoordig is het museum gevestigd in een 18e-eeuws pand in de Langestraat, dat eigendom is van de Koninklijke Schenking. Onder de naam “Oostends Historisch Museum De Plate” heropende het museum op 9 februari 2002. In 2012 kreeg het museum een nieuwe inrichting en werd het omgevormd tot Stadsmuseum Oostende.

## Geschiedenis van het gebouw in de Langestraat

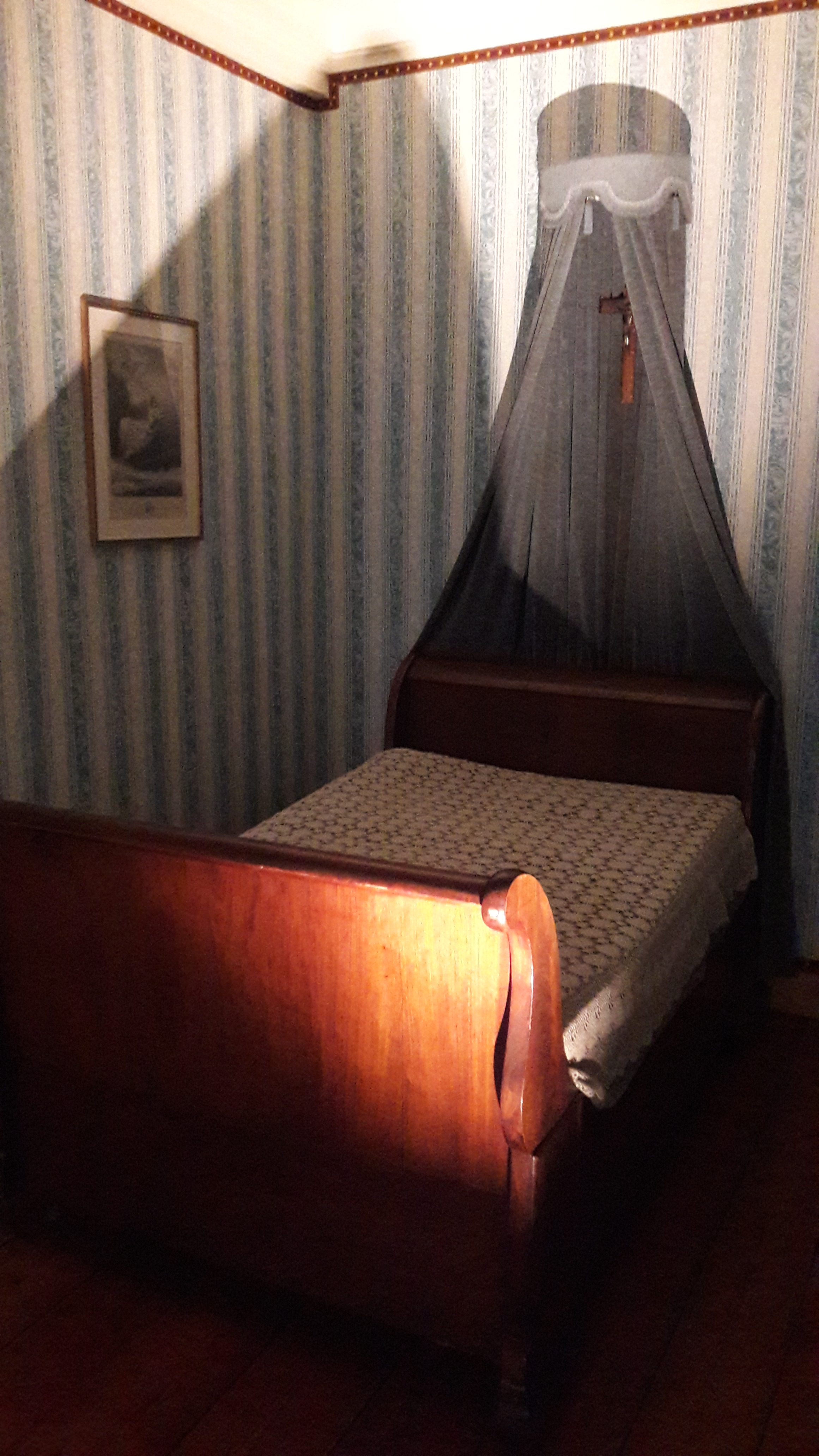
Het (vermoedelijke) sterfbed van koningin Louise-Marie.

Het pand in de Langestraat, waar het museum tegenwoordig gehuisvest is, is gebouwd tussen 1770 en 1780. Vermoedelijk waren Joseph Olliviers en zijn echtgenote Marie Van den Heede de eerste eigenaars van het huis, dat destijds voor die tijd een groot huis was. In elk geval zijn zij het die het huis op 23 januari 1789 aan Theodore van Moorsel verkopen. 
In 1815 verkocht Van Moorsel het huis aan Edouard-Jean Serruys. Een dikke vijftien jaar later viel het huis op het oog van het koningspaar Leopold I en Louise-Marie, waarop ze er in augustus 1834 een eerste keer kort verbleven. Toen Serruys korte tijd later overleed, verhuurde zijn weduwe het huis langdurig aan het koningspaar, aanvankelijk voor 3.000 frank per jaar. Het huis deed voortaan dienst als koninklijke residentie. Vooral koningin Louise-Marie komt hier vaak: vanwege haar zwakke gezondheid kan de Oostendse zeelucht haar alleen maar goed doen. Ze overlijdt er uiteindelijk ook op 11 oktober 1850. De kamer waarin ze gestorven is is ingericht zoals toen. Naar alle waarschijnlijkheid is het bed dat in deze kamer staat effectief het sterfbed van de koningin.
In 1867, twee jaar na de dood van Leopold I, kocht koning Leopold II het pand definitief. De koning liet later een andere koninklijke residentie opzetten in Oostende, maar het huis in de Langestraat bleef hij koesteren als aandenken aan zijn moeder. Wanneer hij er niet zelf in verbleef stelde hij het open voor zijn personeel en zijn gasten. In 1908, een jaar voor zijn dood, kwam het gebouw in handen van de Belgische staat. Sinds 1930 maakt het deel uit van de Koninklijke Schenking.
Tijdens de Eerste Wereldoorlog deed het gebouw dienst als Komiteit voor Hulp en Voeding. Na de oorlog liet koning Albert I weten dat hij het gebouw niet meer wenste voor privégebruik. Hierna kreeg het gebouw verschillende invullingen, waaronder de dienst Bruggen en Wegen, een meisjesschool, een school voor verpleegkunde en de Kamer voor Handel en Nijverheid. Sinds 1996 is het een museum, sinds 2012 onder de naam Stadsmuseum Oostende.

## Galerij

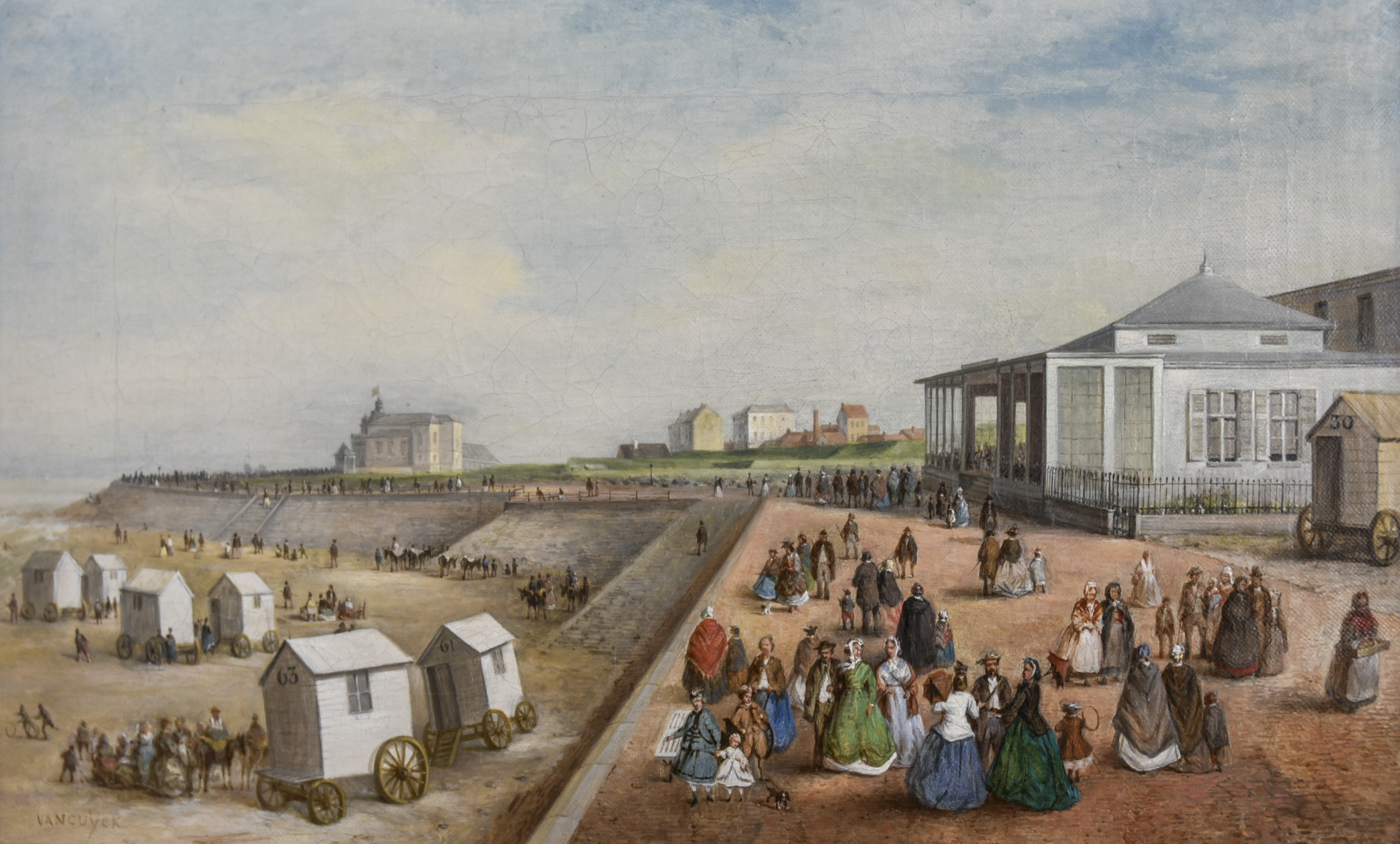
Badkarren op het strand (1855) met rechts het eerste kursaal
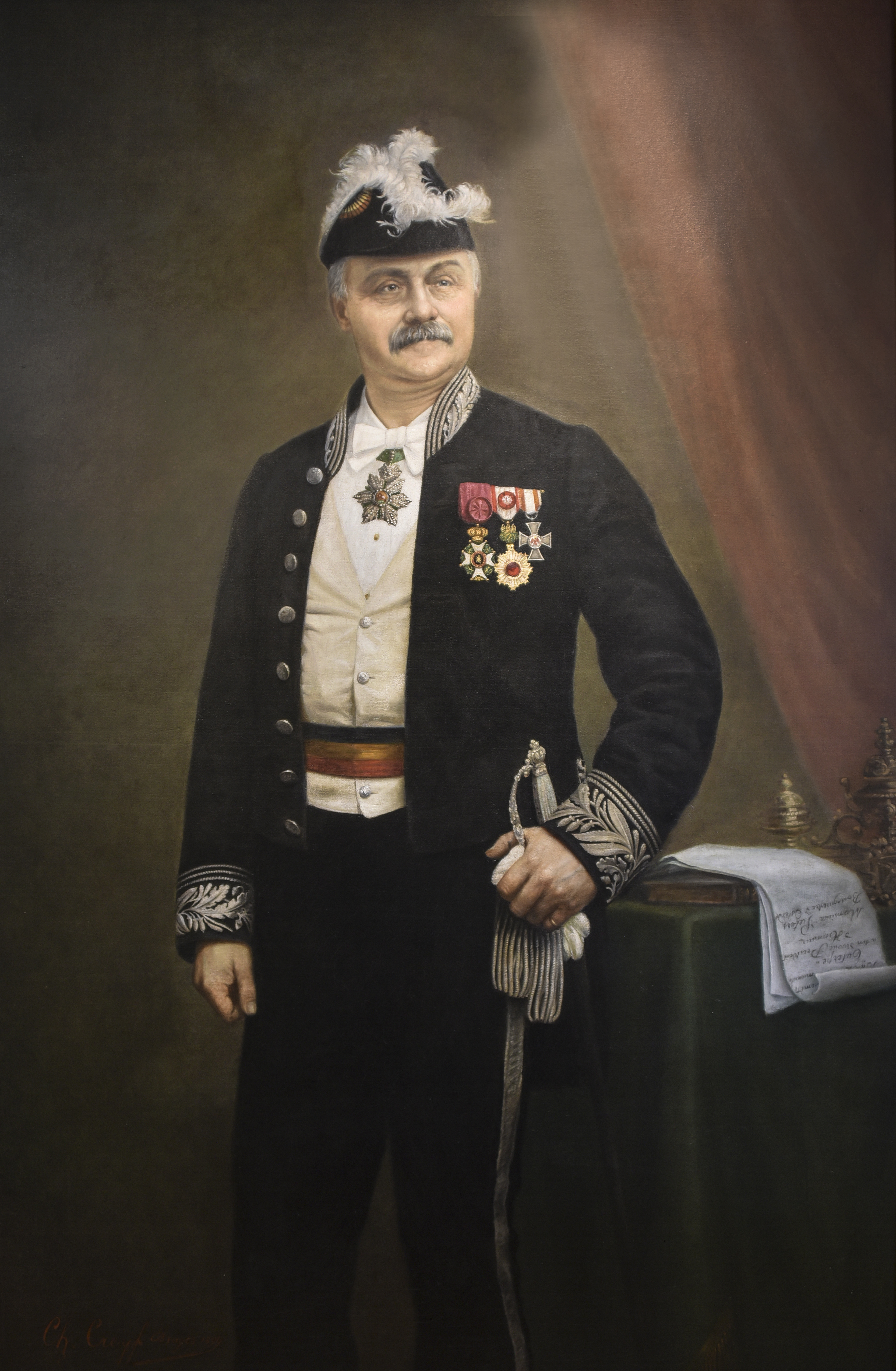
Burgemeester Alphonse Pieters
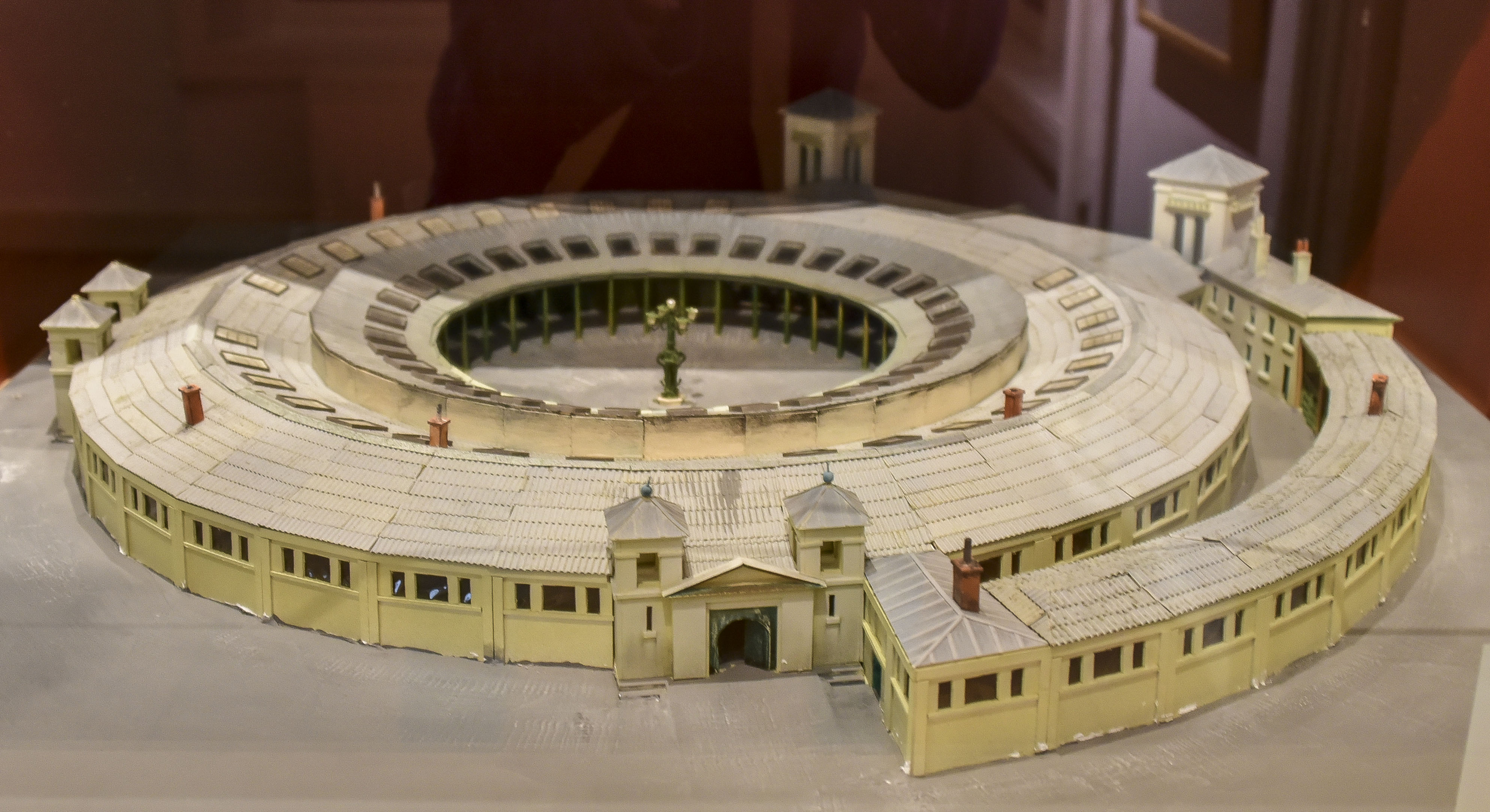
Maquette van de vroegere vismijn De Cierk
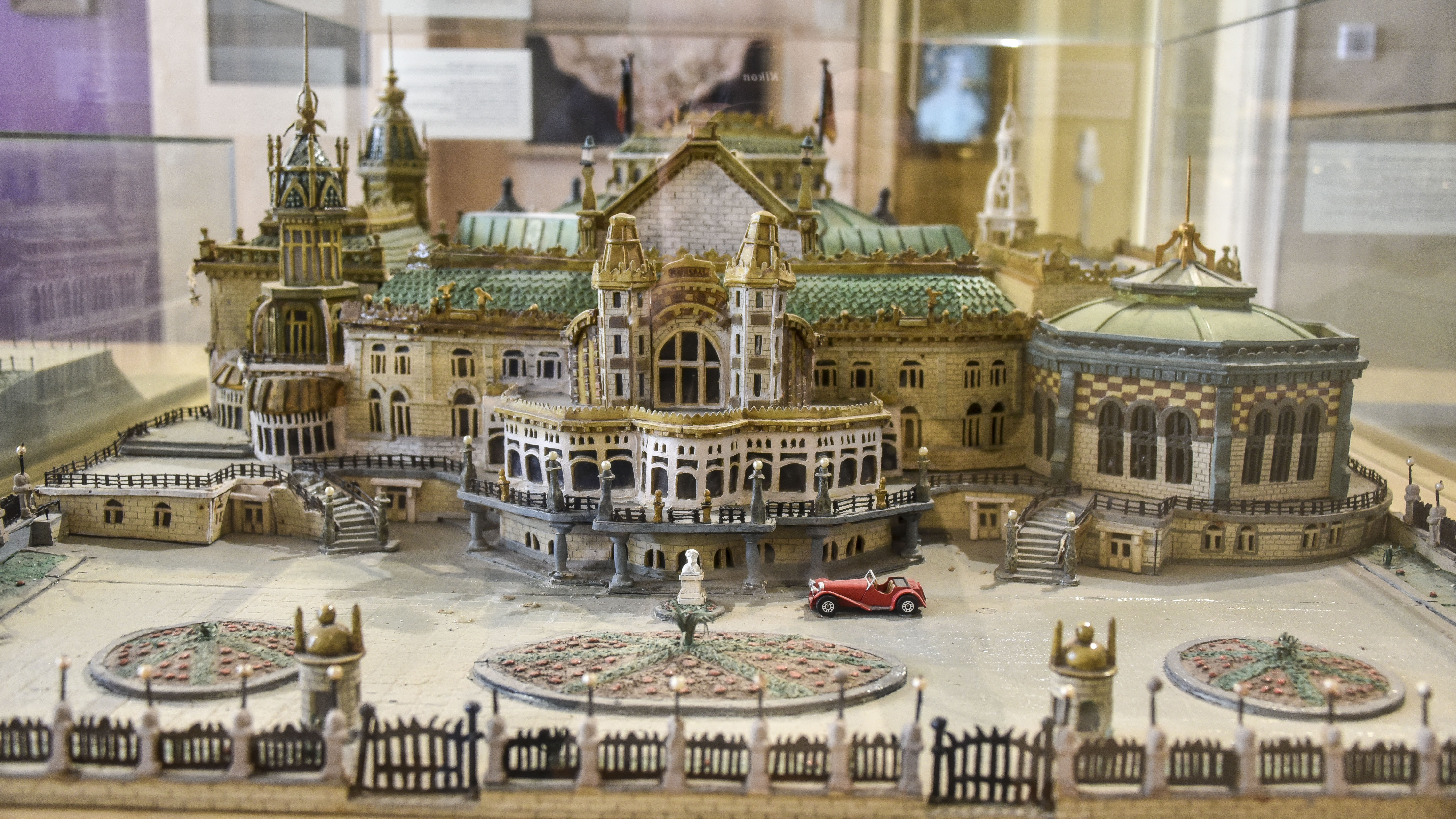
Maquette van het derde kursaal van Oostende